# The Monster Ball Tour
Tournées par Lady Gaga
The Fame Ball Tour (2009) The Born This Way Ball (2012-2013)
The Monster Ball Tour est la deuxième tournée de la chanteuse américaine Lady Gaga. La tournée a débuté le 27 novembre 2009 à Montréal, au Canada et s'est achevée le 6 mai 2011 à Mexico, au Mexique. La tournée comporte 201 dates. Il s'agit donc de la plus grosse tournée de Lady Gaga ainsi que l'une des plus grandes jamais effectuées. À noter que la tournée comporte deux versions, une première destinée aux « salles de spectacle » jouée exclusivement en Amérique du Nord et au Canada du 27 novembre 2009 au 26 janvier 2010 et une seconde destinée aux arènes et aux stades jouée partout dans le monde du 18 février 2010 jusqu'à la fin de la tournée le 6 mai 2011 au Mexique. Cette seconde version comporte une toute nouvelle mise en scène, de plus, de nouveaux Interludes, des décors, une avancée dans la fosse de plusieurs mètres et une scène quatre fois plus grande que la première version ont été rajoutés. Gaga déclare à ce sujet : « Le premier Monster Ball Tour n'était pas bon, alors je l'ai tout simplement jeté à la poubelle. »
En France, Lady Gaga a vu ses 18 000 places de concert pour Paris-Bercy se vendre en 60 secondes. Elle bat ainsi le record de temps de ventes de billets.
Le Monster Ball Tour a engrangé 227,4 millions de dollars et a attiré environ 2,5 millions de personnes dans le monde, plaçant le show à la quatorzième place des concerts les plus lucratifs de tous les temps. C'est également la plus grande tournée réalisée par une nouvelle artiste.

## Déroulement du concert
Le concert se déroule en 4 parties, soit le centre-ville, le métro, la forêt et le Monster Ball.
Comme ouverture c'est le "Jumping Intro", une vidéo qui met Gaga en scène en noir et blanc, qui se termine par un compte à rebours, le tout projeté sur un " rideau - écran " cachant entièrement la scène principale, cet écran servira à diffuser la plupart des interludes du concert. Lady Gaga apparait alors en ombre chinoise derrière ce rideau et chante "Dance In The Dark" dans son appartement, l'écran se lève puis Gaga va rejoindre ses amis avec lesquels elle doit se rendre au Monster Ball, un endroit où tous les freaks sont contenus à l'extérieur. Pendant qu'elle descend de son appartement pour se rendre à sa voiture, une Rolls Royce verte immatriculée GAGA, elle entame "Glitter And Grease" une chanson non publiée officiellement. Puis, rendue à sa voiture, elle se rend compte qu'elle est en panne. Elle ouvre donc le coffre avant, puis commence à jouer "Just Dance" sur le piano qui se trouve à l'intérieur ! Après l'interprétation complète de Just Dance et de Beautiful, Dirty, Rich, Lady Gaga décrit le Monster ball en tant que lieu où tous les mauvais monstres sont contenus à l'extérieur et qu'il faut simplement se sentir libre. Elle finit par la phrase "Tout ce que vous devez faire, c'est de suivre le chemin lumineux". Vient ensuite "Vanity" une seconde chanson non publiée, chantée du 18 février 2010 au 19 septembre 2010. Elle sort de scène quelques instants puis revient avec la chanson "The Fame", qu'elle joue avec l'instrument EMMA.

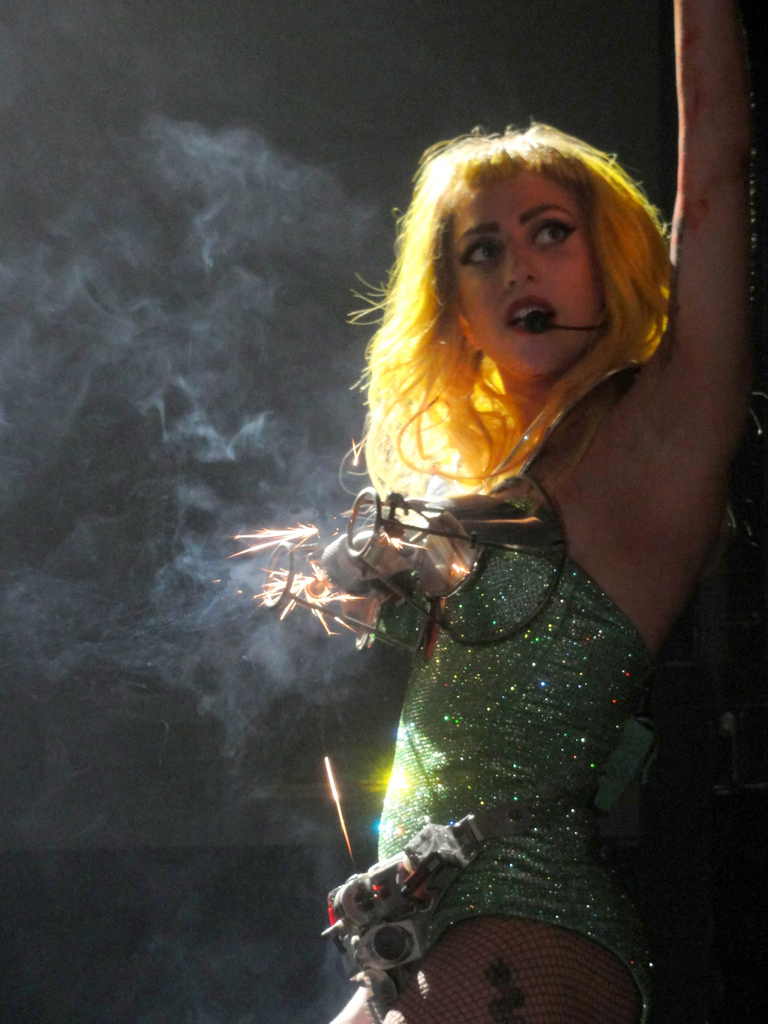
Lady Gaga interprétant Paparazzi habillée de son « Pyro Bra »

Pour l'ouverture de la secondes partie c'est l'interlude Puke (aussi appelée Vomit ou Exorciste Interlude selon les modifications apportées) où Lady Gaga se fait vomir dessus et reste impassible, elle mange ensuite un cœur et le sang retourne dans sa bouche. Lady Gaga chante alors "Lovegame" en version remixée dans une voiture de rame de métro, elle agite son DiscoStick durant la fin de la chanson. Elle dit quelques mots à ses « Littles Monsters » puis dédicace la chanson « Boys Boys Boys » aux gays du public. Après une courte sortie de scène, Lady GaGa joue une version plus rock'n'roll de son hit « Money Honey ». Vêtue d'un grand manteau noir version cuir elle l'enlève, s'avance vers la scène centrale & parle à ses « Littles Monsters » tout en ramassant les cadeaux jetés par ses fans. En Amérique du Nord, Gaga appelle l'un de ses fans dans le public avant de commencer « Telephone » mais ne le fait pas dans la partie Européenne. Après tout ça, elle met ses mains en téléphone et prononce un : « Hello ? ...Beyoncé ? » puis vient la chanson « Telephone ». Une fois finie, la scène est plongée dans l'obscurité quelques instants quand soudainement un piano sort du sol. Durant cette partie acoustique Gaga parle énormément avec ses fans, c'est la séquence émotion du show, il lui est même déjà arrivé de pleurer sur la chanson « Speechless », elle joue ensuite du piano avec ses bottes, monte dessus, descend et chante « You And I » un extrait de son prochain album « Born This Way », d'autres chansons peuvent être ajoutées en fonction de certaines dates comme « Stand By Me », « Living On The Radio » ou même « Brown Eyes ». Elle s'avance encore une fois vers le public pendant qu'un écran géant en forme de cercle s'abat sur elle et quelques danseurs, c'est le Twister Interlude, de nombreuses fumées colorées sont projetées. Le cercle se relève et une magnifique Lady Gaga apparait portant une robe blanche dite vivante, car elle bouge de temps à autre, c'est la chanson « So Happy I Could Die » durant la chanson des ailes sortent de la robe et la scène centrale se soulève, semblant s'envoler du reste des infrastructures, Lady Gaga déclare avoir construit la scène de cette façon pour pouvoir être en haut avec son public chaque soir. La scène redescend et Gaga se dirige seule vers le rideau de projection devant la grande scène qui se soulève et la fait disparaitre.
Pour entamer la troisième partie du show c'est la vidéo « Put Your PAWS Up » qui commence. La scène est plongée dans un autre décor, la forêt. « Don't Call Me GAGA » prononce-t-elle avant de commencer « Monster », elle changera trois fois de tenues durant cette chanson. Elle chante ensuite « Teeth » et parle énormément à la fin de la chanson en répétant « Show me your teeth » grâce aux notes de guitare de son guitariste. Vient ensuite l'intro « The Internal Fountain » juste avant « Alejandro » où une fontaine de sang avec la statue de Lucifer est placée sur la scène. Pour finir cet acte c'est le « Manifesto Of Little Monsters », vidéo où elle rend hommage à tous ses fans. Elle chante ensuite « Poker Face » dans une version accélérée, pendant que la scène principale reste cachée par un rideau de projection où Gaga apparait en gros plan durant sa performance. Lady Gaga retourne en backstage, un nouvel interlude est lancé, appelé par certains « The Dark City ». La scène nous dévoile ensuite un énorme monstre des abysses et une Gaga effrayée par ce monstre, avant « Paparazzi » une musique de fond telle les films d'horreur est jouée, Gaga dit à ses amis qu'ils sont presque arrivés au « Monster ball » mais ses amis effrayés la quittent. Elle tentera d'échapper au monstre dit « The Fame Monster » en demandant aux fans de le tuer à l'aide de leurs Flash mais se fera manger, puis ressortira de la scène victorieuse avec son fameux Pyro Bra (soutien-gorge explosif) qui tuera le monstre. Elle remercie ensuite le public et dit qu'il faut toujours être fière de sa personne car nous sommes tous nés superstars. 

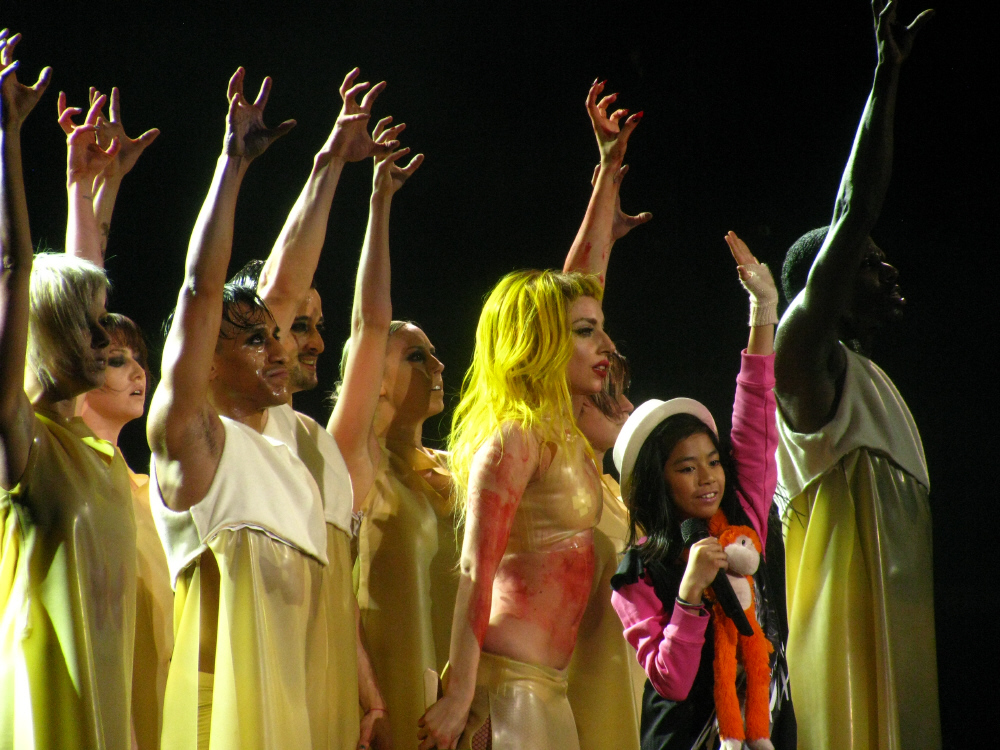
Lady Gaga et Maria Aragon interprétant Born This Way lors de sa tournée The Monster Ball Tour

Un rappel est lancé et pour finir le concert, Lady Gaga apparait dans une sorte d'orbite spatiale géante et chante « Bad Romance », « Born This Way » à partir du 19 février 2011 et enfin « Judas » à partir du 3 mai 2011.
À noter que ce « récit » ne contient pas toutes les musiques et tableaux joués durant ce show en raison de sa longueur (plus de deux heures) et de ses constantes modifications mais les performances principales.

## Réception de la première version

Lady Gaga interprétant Just Dance lors d'un concert de la première version du Monster Ball Tour.

Jane Stevenson du Toronto Sun donne une note de quatre étoiles sur cinq au premier Monster Ball et explique que « Lady Gaga est apparu comme une artiste confiante, colorée et kitsch. [...] Le succès de Gaga était évident, des écrans pour projeter des vidéos, les lumières, des costumes élaborés, des danseurs, et oui, un groupe, bien que la scène soit quelques fois dans le noir lorsqu'elle sort pour faire ces changements de costume » [réf. nécessaire]. T'Cha Dunlevy pour The Gazette remarque qu'il manque quelque chose à l'interprétation, expliquant que « les éléments sont là, mais ils n'ont pas tous été réunis ». Il ajoute que le spectacle n'atteint son apogée qu'à la fin, quand Gaga interprète Poker Face et Bad Romance. Dunlevy conclut que « mieux vaut tard que jamais » [réf. nécessaire]. Aedan Helmer de Jam! dit qu'« à première vue, il pourrait sembler que la véritable force motrice de la fulgurante ascension de Gaga, est dû à ses costumes, son équipe de décorateurs - baptisé Haus de Gaga - qui semblent ne connaître aucune limite quand il s'agit d'aller dans la haute couture et le théâtre de l'absurde. [...] » . Kelly Nestruck pour The Guardian dit que « bien que The Monster Ball n'a rien d'un grand opéra ou de l'âge d'or de la comédie musicale, l'opéra electro-pop de Lady Gaga est au moins deux fois plus divertissant et infiniment plus frais que n'importe quelle comédie musicale écrite au cours des dix dernières années ». Pour Lauren Carter du Boston Herald loue le concert disant que Lady Gaga n'a que deux albums à son actif (peut-être plus proche de un et demi), mais qui s'en soucie ? et qu'après le concert « les spectateurs pouvaient légitimement penser en partant que Lady Gaga est folle, brillante ou les deux ».

## Dates et lieux des concerts
| Date                       | Ville               | Pays               | Salle                             | Affluence         | Revenu      |
| -------------------------- | ------------------- | ------------------ | --------------------------------- | ----------------- | ----------- |
| Étape 1 - Amérique du Nord |                     |                    |                                   |                   |             |
| 27 novembre 2009           | Montréal            | Canada             | Centre Bell                       | 12,013 / 12,832   | $564,821    |
| 28 novembre 2009           | Toronto             | Canada             | Air Canada Centre                 | 12,265 / 12,265   | $619,497    |
| 29 novembre 2009           | Ottawa              | Canada             | Scotiabank Place                  | 7,645 / 7,645     | $375,875    |
| 1er décembre 2009          | Boston              | États-Unis         | Wang Center                       | 7,056 / 7,056     | $385,924    |
| 2 décembre 2009            | Boston              | États-Unis         | Wang Center                       | 7,056 / 7,056     | $385,924    |
| 3 décembre 2009            | Camden              | États-Unis         | Susquehanna Bank Center           | 7,143 / 7,143     | $291,295    |
| 9 décembre 2009            | Vancouver           | Canada             | Queen Elizabeth Theater           | 8,220 / 8,220     | $479,149    |
| 10 décembre 2009           | Vancouver           | Canada             | Queen Elizabeth Theater           | 8,220 / 8,220     | $479,149    |
| 11 décembre 2009           | Vancouver           | Canada             | Queen Elizabeth Theater           | 8,220 / 8,220     | $479,149    |
| 13 décembre 2009           | San Francisco       | États-Unis         | Bill Graham Civic Auditorium      | 17,000 / 17,000   | $840,960    |
| 14 décembre 2009           | San Francisco       | États-Unis         | Bill Graham Civic Auditorium      | 17,000 / 17,000   | $840,960    |
| 17 décembre 2009           | Las Vegas           | États-Unis         | Pearl Concert Theater             | N/A               | N/A         |
| 18 décembre 2009           | Las Vegas           | États-Unis         | Pearl Concert Theater             | N/A               | N/A         |
| 19 décembre 2009           | San Diego           | États-Unis         | Pechanga Arena                    | N/A               | N/A         |
| 21 décembre 2009           | Los Angeles         | États-Unis         | Nokia Theater                     | 20,559 / 20,559   | $944,680    |
| 22 décembre 2009           | Los Angeles         | États-Unis         | Nokia Theater                     | 20,559 / 20,559   | $944,680    |
| 23 décembre 2009           | Los Angeles         | États-Unis         | Nokia Theater                     | 20,559 / 20,559   | $944,680    |
| 27 décembre 2009           | La Nouvelle-Orléans | États-Unis         | UNO Lakefront Arena               | N/A               | N/A         |
| 28 décembre 2009           | Atlanta             | États-Unis         | Fox Theater                       | 8,897 / 8,897     | $489,849    |
| 29 décembre 2009           | Atlanta             | États-Unis         | Fox Theater                       | 8,897 / 8,897     | $489,849    |
| 31 décembre 2009           | Miami               | États-Unis         | James L Knight Center             | 9,365 / 9,365     | $445,933    |
| 2 janvier 2010             | Miami               | États-Unis         | James L Knight Center             | 9,365 / 9,365     | $445,933    |
| 3 janvier 2010             | Orlando             | États-Unis         | Hard Rock Live                    | 6,753 / 6,785     | $283,886    |
| 7 janvier 2010             | Saint-Louis         | États-Unis         | Fox Theater                       | N/A               | N/A         |
| 8 janvier 2010             | Chicago             | États-Unis         | Rosemont Theater                  | 12,712 / 13,032   | $610,177    |
| 9 janvier 2010             | Chicago             | États-Unis         | Rosemont Theater                  | 12,712 / 13,032   | $610,177    |
| 10 janvier 2010            | Chicago             | États-Unis         | Rosemont Theater                  | 12,712 / 13,032   | $610,177    |
| 12 janvier 2010            | Détroit             | États-Unis         | Joe Louis Arena                   | 16,084 / 16,648   | $750,090    |
| 13 janvier 2010            | Détroit             | États-Unis         | Joe Louis Arena                   | 16,084 / 16,648   | $750,090    |
| 20 janvier 2010            | New York            | États-Unis         | Radio City Music Hall             | 23,684 / 23,684   | $1,360,515  |
| 21 janvier 2010            | New York            | États-Unis         | Radio City Music Hall             | 23,684 / 23,684   | $1,360,515  |
| 23 janvier 2010            | New York            | États-Unis         | Radio City Music Hall             | 23,684 / 23,684   | $1,360,515  |
| 24 janvier 2010            | New York            | États-Unis         | Radio City Music Hall             | 23,684 / 23,684   | $1,360,515  |
| 26 janvier 2010            | West Lafayette      | États-Unis         | Edward C. Elliott Hall of Music   | 5,765 / 5,765     | $198,893    |
| Total                      | Total               | Total              | Total                             | 175,161 / 176,896 | $8,641,544  |
| Étape 2 - Europe           |                     |                    |                                   |                   |             |
| 18 février 2010            | Manchester          | Royaume-Uni        | Manchester Arena                  | 16,764 / 16,909   | $759,233    |
| 20 février 2010            | Dublin              | Irlande            | O2 Dublin                         | 25,194 / 25,194   | $1,225,970  |
| 21 février 2010            | Dublin              | Irlande            | O2 Dublin                         | 25,194 / 25,194   | $1,225,970  |
| 22 février 2010            | Belfast             | Royaume-Uni        | Odyssey Arena                     | 10,038 / 10,038   | $426,986    |
| 24 février 2010            | Liverpool           | Royaume-Uni        | Echo Arena                        | N/A               | N/A         |
| 26 février 2010            | Londres             | Royaume-Uni        | O2 Arena                          | 33,636 / 33,636   | $1,564,080  |
| 27 février 2010            | Londres             | Royaume-Uni        | O2 Arena                          | 33,636 / 33,636   | $1,564,080  |
| 1er mars 2010              | Glasgow             | Royaume-Uni        | SCECC Arena                       | N/A               | N/A         |
| 3 mars 2010                | Cardiff             | Royaume-Uni        | International Arena               | N/A               | N/A         |
| 4 mars 2010                | Newcastle           | Royaume-Uni        | Metro Radio Arena                 | N/A               | N/A         |
| 5 mars 2010                | Birmingham          | Royaume-Uni        | LG Arena                          | N/A               | N/A         |
| Total                      | Total               | Total              | Total                             | 85,632 / 85,777   | $3,976,269  |
| Étape 3 - Océanie          |                     |                    |                                   |                   |             |
| 13 mars 2010               | Auckland            | Nouvelle-Zélande   | Vector Arena                      | 23,084 / 23,936   | $1,056,840  |
| 14 mars 2010               | Auckland            | Nouvelle-Zélande   | Vector Arena                      | 23,084 / 23,936   | $1,056,840  |
| 17 mars 2010               | Sydney              | Australie          | Sydney Entertainment Centre       | 35,460 / 35,460   | $2,533,140  |
| 18 mars 2010               | Sydney              | Australie          | Sydney Entertainment Centre       | 35,460 / 35,460   | $2,533,140  |
| 20 mars 2010               | Newcastle           | Australie          | Newcastle Entertainment Centre    | 7,182 / 7,225     | $527,770    |
| 23 mars 2010               | Melbourne           | Australie          | Rod Laver Arena                   | 39,299 / 39,299   | $2,679,010  |
| 24 mars 2010               | Melbourne           | Australie          | Rod Laver Arena                   | 39,299 / 39,299   | $2,679,010  |
| 26 mars 2010               | Brisbane            | Australie          | Brisbane Entertainment Centre     | 25,222 / 25,476   | $2,065,210  |
| 27 mars 2010               | Brisbane            | Australie          | Brisbane Entertainment Centre     | 25,222 / 25,476   | $2,065,210  |
| 29 mars 2010               | Canberra            | Australie          | AIS Arena                         | 4,990 / 5,058     | $328,569    |
| 1er avril 2010             | Perth               | Australie          | Burswood Dome                     | 18,383 / 22,891   | $1,746,560  |
| 3 avril 2010               | Adelaïde            | Australie          | Adelaide Entertainment Centre     | 9,186 / 9,791     | $629,515    |
| 5 avril 2010               | Wollongong          | Australie          | Wollongong Entertainment Centre   | 5,183 / 5,746     | $349,420    |
| 7 avril 2010               | Sydney              | Australie          | Sydney Entertainment Centre       |                   |             |
| 9 avril 2010               | Melbourne           | Australie          | Rod Laver Arena                   |                   |             |
| Total                      | Total               | Total              | Total                             | 167,989 / 174,882 | $11,916,034 |
| Étape 4 - Asie             |                     |                    |                                   |                   |             |
| 14 avril 2010              | Kobe                | Japon              | World Memorial Hall               | N/A               | N/A         |
| 15 avril 2010              | Kobe                | Japon              | World Memorial Hall               | N/A               | N/A         |
| 17 avril 2010              | Yokohama            | Japon              | Yokohama Arena                    | N/A               | N/A         |
| 18 avril 2010              | Yokohama            | Japon              | Yokohama Arena                    | N/A               | N/A         |
| Total                      | Total               | Total              | Total                             | N/A               | N/A         |
| Étape 5 - Europe           |                     |                    |                                   |                   |             |
| 7 mai 2010                 | Stockholm           | Suède              | Globe Arena                       | N/A               | N/A         |
| 8 mai 2010                 | Stockholm           | Suède              | Globe Arena                       | N/A               | N/A         |
| 10 mai 2010                | Hambourg            | Allemagne          | ColorLine Arena                   | 7,010 / 10,500    | $600,688    |
| 11 mai 2010                | Berlin              | Allemagne          | O2 Arena                          | N/A               | N/A         |
| 15 mai 2010                | Arnhem              | Pays-Bas           | Gelredome                         | N/A               | N/A         |
| 17 mai 2010                | Anvers              | Belgique           | Palais des sports d'Anvers        | 31,818 / 31,818   | $2,483,340  |
| 18 mai 2010                | Anvers              | Belgique           | Palais des sports d'Anvers        | 31,818 / 31,818   | $2,483,340  |
| 21 mai 2010                | Paris               | France             | Palais omnisports de Paris-Bercy  | 31,474 / 31,552   | $2,763,340  |
| 22 mai 2010                | Paris               | France             | Palais omnisports de Paris-Bercy  | 31,474 / 31,552   | $2,763,340  |
| 24 mai 2010                | Oberhausen          | Allemagne          | König Pilsener Arena              | N/A               | N/A         |
| 25 mai 2010                | Strasbourg          | France             | Zénith Strasbourg Europe          | N/A               | N/A         |
| 27 mai 2010                | Nottingham          | Royaume-Uni        | Capital FM Arena                  | N/A               | N/A         |
| 28 mai 2010                | Birmingham          | Royaume-Uni        | LG Arena                          | N/A               | N/A         |
| 30 mai 2010                | Londres             | Royaume-Uni        | O2 Arena                          | 34,159 / 34,176   | $3,057,250  |
| 31 mai 2010                | Londres             | Royaume-Uni        | O2 Arena                          | 34,159 / 34,176   | $3,057,250  |
| 2 juin 2010                | Manchester          | Royaume-Uni        | Manchester Arena                  | 23,563 / 23,563   | $2,247,800  |
| 3 juin 2010                | Manchester          | Royaume-Uni        | Manchester Arena                  | 23,563 / 23,563   | $2,247,800  |
| 4 juin 2010                | Sheffield           | Royaume-Uni        | Motorpoint Arena                  | N/A               | N/A         |
| Total                      | Total               | Total              | Total                             | 128,024 / 131,609 | $11,152,418 |
| Étape 6 - Amérique du Nord |                     |                    |                                   |                   |             |
| 28 juin 2010               | Montréal            | Canada             | Centre Bell                       | 16,036 / 16,036   | $1,686,050  |
| 1er juillet 2010           | Boston              | États-Unis         | TD Garden                         | N/A               | N/A         |
| 2 juillet 2010             | Boston              | États-Unis         | TD Garden                         | N/A               | N/A         |
| 4 juillet 2010             | Atlantic City       | États-Unis         | Boardwalk Hall                    | 13,335 / 13,335   | $1,824,963  |
| 6 juillet 2010             | New York            | États-Unis         | Madison Square Garden             | 45,461 / 45,461   | $5,083,454  |
| 7 juillet 2010             | New York            | États-Unis         | Madison Square Garden             | 45,461 / 45,461   | $5,083,454  |
| 9 juillet 2010             | New York            | États-Unis         | Madison Square Garden             | 45,461 / 45,461   | $5,083,454  |
| 11 juillet 2010            | Toronto             | Canada             | Air Canada Centre                 | N/A               | N/A         |
| 12 juillet 2010            | Toronto             | Canada             | Air Canada Centre                 | N/A               | N/A         |
| 14 juillet 2010            | Cleveland           | États-Unis         | Quicken Loans Arena               | N/A               | N/A         |
| 15 juillet 2010            | Indianapolis        | États-Unis         | Conseco Fieldhouse                | N/A               | N/A         |
| 17 juillet 2010            | Saint-Louis         | États-Unis         | Scottrade Center                  | N/A               | N/A         |
| 20 juillet 2010            | Oklahoma            | États-Unis         | Ford Center                       | N/A               | N/A         |
| 22 juillet 2010            | Dallas              | États-Unis         | American Airlines Center          | 25,955 / 28,073   | $2,965,424  |
| 23 juillet 2010            | Dallas              | États-Unis         | American Airlines Center          | 25,955 / 28,073   | $2,965,424  |
| 25 juillet 2010            | Houston             | États-Unis         | Toyota Center                     | N/A               | N/A         |
| 26 juillet 2010            | Houston             | États-Unis         | Toyota Center                     | N/A               | N/A         |
| 28 juillet 2010            | Denver              | États-Unis         | Pepsi Center                      | N/A               | N/A         |
| 31 juillet 2010            | Phoenix             | États-Unis         | US Airways Center                 | N/A               | N/A         |
| 3 août 2010                | Kansas City         | États-Unis         | Sprint Center                     | N/A               | N/A         |
| 6 août 2010                | Chicago             | États-Unis         | Grant Park                        | N/A               | N/A         |
| 11 août 2010               | Los Angeles         | États-Unis         | Staples Center                    | 29,211 / 29,593   | $3,532,782  |
| 12 août 2010               | Los Angeles         | États-Unis         | Staples Center                    | 29,211 / 29,593   | $3,532,782  |
| 13 août 2010               | Las Vegas           | États-Unis         | MGM Grand Garden Arena            | N/A               | N/A         |
| 16 août 2010               | San Jose            | États-Unis         | SAP Center at San Jose            | N/A               | N/A         |
| 17 août 2010               | San Jose            | États-Unis         | SAP Center at San Jose            | N/A               | N/A         |
| 19 août 2010               | Portland            | États-Unis         | Rose Garden Arena                 | 13,149 / 13,149   | $1,386,255  |
| 21 août 2010               | Tacoma              | États-Unis         | Tacoma Dome                       | N/A               | N/A         |
| 23 août 2010               | Vancouver           | Canada             | General Motors Place              | N/A               | N/A         |
| 24 août 2010               | Vancouver           | Canada             | General Motors Place              | N/A               | N/A         |
| 26 août 2010               | Edmonton            | Canada             | Rexall Place                      | 28,282 / 28,282   | $2,794,870  |
| 27 août 2010               | Edmonton            | Canada             | Rexall Place                      | 28,282 / 28,282   | $2,794,870  |
| 30 août 2010               | Saint Paul          | États-Unis         | Xcel Energy Center                | N/A               | N/A         |
| 31 août 2010               | Saint Paul          | États-Unis         | Xcel Energy Center                | N/A               | N/A         |
| 2 septembre 2010           | Milwaukee           | États-Unis         | BMO Harris Bradley Center         | N/A               | N/A         |
| 4 septembre 2010           | Détroit             | États-Unis         | The Palace of Auburn Hills        | N/A               | N/A         |
| 5 septembre 2010           | Pittsburgh          | États-Unis         | Consol Energy Center              | N/A               | N/A         |
| 7 septembre 2010           | Washington          | États-Unis         | Verizon Center                    | 14,528 / 14,528   | $1,646,434  |
| 8 septembre 2010           | Charlottesville     | États-Unis         | John Paul Jones Arena             | N/A               | N/A         |
| 14 septembre 2010          | Philadelphie        | États-Unis         | Wachovia Center                   | N/A               | N/A         |
| 15 septembre 2010          | Philadelphie        | États-Unis         | Wachovia Center                   | N/A               | N/A         |
| 16 septembre 2010          | Hartford            | États-Unis         | XL Center                         | N/A               | N/A         |
| 18 septembre 2010          | Charlotte           | États-Unis         | Time Warner Cable Arena           | N/A               | N/A         |
| 19 septembre 2010          | Raleigh             | États-Unis         | RBC Center                        | N/A               | N/A         |
| Total                      | Total               | Total              | Total                             | 185,957 / 188,457 |             |
| Étape 7 - Europe           |                     |                    |                                   |                   |             |
| 13 octobre 2010            | Helsinki            | Finlande           | Hartwall Arena                    | N/A               | N/A         |
| 14 octobre 2010            | Helsinki            | Finlande           | Hartwall Arena                    | N/A               | N/A         |
| 16 octobre 2010            | Oslo                | Norvège            | Oslo Spektrum                     | N/A               | N/A         |
| 17 octobre 2010            | Oslo                | Norvège            | Oslo Spektrum                     | N/A               | N/A         |
| 20 octobre 2010            | Herning             | Danemark           | Herning Arena                     | N/A               | N/A         |
| 26 octobre 2010            | Dublin              | Irlande            | O2 Dublin                         | N/A               | N/A         |
| 27 octobre 2010            | Dublin              | Irlande            | O2 Dublin                         | N/A               | N/A         |
| 29 octobre 2010            | Dublin              | Irlande            | O2 Dublin                         | N/A               | N/A         |
| 30 octobre 2010            | Belfast             | Royaume-Uni        | Odyssey Arena                     | N/A               | N/A         |
| 1er novembre 2010          | Belfast             | Royaume-Uni        | Odyssey Arena                     | N/A               | N/A         |
| 2 novembre 2010            | Belfast             | Royaume-Uni        | Odyssey Arena                     | N/A               | N/A         |
| 5 novembre 2010            | Zagreb              | Croatie            | Arena Zagreb                      | N/A               | N/A         |
| 7 novembre 2010            | Budapest            | Hongrie            | Papp László Budapest Sportaréna   | N/A               | N/A         |
| 9 novembre 2010            | Turin               | Italie             | Palaolimpico                      | N/A               | N/A         |
| 11 novembre 2010           | Vienne              | Autriche           | Wiener Stadthalle                 | N/A               | N/A         |
| 14 novembre 2010           | Zurich              | Suisse             | Hallenstadion                     | N/A               | N/A         |
| 15 novembre 2010           | Zurich              | Suisse             | Hallenstadion                     | N/A               | N/A         |
| 17 novembre 2010           | Prague              | République tchèque | O2 Arena                          | N/A               | N/A         |
| 19 novembre 2010           | Malmö               | Suède              | Malmö Arena                       | N/A               | N/A         |
| 22 novembre 2010           | Anvers              | Belgique           | Sportpaleis                       | 31,941 / 31,941   | $2,772,040  |
| 23 novembre 2010           | Anvers              | Belgique           | Sportpaleis                       | 31,941 / 31,941   | $2,772,040  |
| 26 novembre 2010           | Gdansk              | Pologne            | Gdansk Arena                      | N/A               | N/A         |
| 29 novembre 2010           | Rotterdam           | Pays-Bas           | Rotterdam Ahoy                    | N/A               | N/A         |
| 30 novembre 2010           | Rotterdam           | Pays-Bas           | Rotterdam Ahoy                    | N/A               | N/A         |
| 2 décembre 2010            | Lyon                | France             | Halle Tony-Garnier                | N/A               | N/A         |
| 4 décembre 2010            | Milan               | Italie             | Mediolanum Forum                  | N/A               | N/A         |
| 5 décembre 2010            | Milan               | Italie             | Mediolanum Forum                  | N/A               | N/A         |
| 7 décembre 2010            | Barcelone           | Espagne            | Palau Sant Jordi                  | N/A               | N/A         |
| 10 décembre 2010           | Lisbonne            | Portugal           | Pavilhão Atlântico                | N/A               | N/A         |
| 12 décembre 2010           | Madrid              | Espagne            | Palais des sports                 | N/A               | N/A         |
| 16 décembre 2010           | Londres             | Royaume-Uni        | Dôme du Millénaire                | N/A               | N/A         |
| 17 décembre 2010           | Londres             | Royaume-Uni        | Dôme du Millénaire                | N/A               | N/A         |
| 20 décembre 2010           | Paris               | France             | Palais omnisports de Paris-Bercy  | N/A               | N/A         |
| 21 décembre 2010           | Paris               | France             | Palais omnisports de Paris-Bercy  | N/A               | N/A         |
| Étape 8 - Amérique du Nord |                     |                    |                                   |                   |             |
| 19 février 2011            | Atlantic City       | États-Unis         | Boardwalk Hall                    | 13,492 / 13,492   | $1,609,752  |
| 21 février 2011            | New York            | États-Unis         | Madison Square Garden             | 28,949 / 28,949   | $3,211,580  |
| 22 février 2011            | New York            | États-Unis         | Madison Square Garden             | 28,949 / 28,949   | $3,211,580  |
| 24 février 2011            | Washington          | États-Unis         | Verizon Center                    | 15,080 / 15,080   | $1,670,331  |
| 26 février 2011            | Pittsburgh          | États-Unis         | Consol Energy Center              | 14,713 / 14,713   | $1,554,415  |
| 28 février 2011            | Chicago             | États-Unis         | United Center                     | 15,845 / 15,845   | $1,801,457  |
| 1er mars 2011              | Grand Rapids        | États-Unis         | Van Andel Arena                   | 11,992 / 11,992   | $1,227,096  |
| 3 mars 2011                | Toronto             | Canada             | Air Canada Centre                 | 16,488 / 16,488   | $1,887,085  |
| 4 mars 2011                | Buffalo             | États-Unis         | HSBC Arena                        | 15,512 / 15,512   | $1,580,602  |
| 6 mars 2011                | Ottawa              | Canada             | Scotiabank Place                  | 14,250 / 14,250   | $1,515,657  |
| 8 mars 2011                | Boston              | États-Unis         | TD Garden                         | 14,361 / 14,361   | $1,525,663  |
| 10 mars 2011               | Columbus            | États-Unis         | Jerome Schottenstein Center       | 13,229 / 13,229   | $1,369,378  |
| 12 mars 2011               | Louisville          | États-Unis         | KFC Yum! Center                   | 17,270 / 17,270   | $1,678,962  |
| 14 mars 2011               | Dallas              | États-Unis         | American Airlines Center          | 13,546 / 13,546   | $1,369,067  |
| 15 mars 2011               | San Antonio         | États-Unis         | AT&T Center                       | 14,257 / 14,257   | $1,462,754  |
| 17 mars 2011               | Omaha               | États-Unis         | Qwest Center                      | 15,313 / 15,313   | $1,606,232  |
| 19 mars 2011               | Salt Lake City      | États-Unis         | Energy Solutions Arena            | 14,385 / 14,385   | $1,313,005  |
| 22 mars 2011               | Oakland             | États-Unis         | Oracle Arena                      | 15,913 / 15,913   | $1,563,797  |
| 23 mars 2011               | Sacramento          | États-Unis         | Arco Arena                        | 14,285 / 14,285   | $1,302,951  |
| 25 mars 2011               | Las Vegas           | États-Unis         | MGM Grand Garden Arena            | 14,119 / 14,119   | $1,712,826  |
| 26 mars 2011               | Phoenix             | États-Unis         | US Airways Center                 | 14,166 / 14,166   | $1,386,115  |
| 28 mars 2011               | Los Angeles         | États-Unis         | Staples Center                    | 14,883 / 14,883   | $1,555,784  |
| 29 mars 2011               | San Diego           | États-Unis         | Viejas Arena                      | 9,655 / 9,655     | $1,147,055  |
| 31 mars 2011               | Anaheim             | États-Unis         | Honda Center                      | 13,026 / 13,026   | $1,380,353  |
| 4 avril 2011               | Tulsa               | États-Unis         | BOK Center                        | 13,710 / 13,710   | $1,322,897  |
| 6 avril 2011               | Austin              | États-Unis         | Frank Erwin Center                | 12,904 / 12,904   | $1,295,938  |
| 8 avril 2011               | Houston             | États-Unis         | Toyota Center                     | 13,412 / 13,412   | $1,401,330  |
| 9 avril 2011               | La Nouvelle-Orléans | États-Unis         | New Orleans Arena                 | 13,513 / 13,513   | $1,392,998  |
| 12 avril 2011              | Fort Lauderdale     | États-Unis         | BankAtlantic Center               | 13,398 / 13,398   | $1,442,679  |
| 13 avril 2011              | Miami               | États-Unis         | American Airlines Arena           | 14,695 / 14,695   | $1,573,090  |
| 15 avril 2011              | Orlando             | États-Unis         | Amway Center                      | 13,451 / 13,451   | $1,460,286  |
| 16 avril 2011              | Tampa               | États-Unis         | St. Pete Times Forum              | 15,134 / 15,134   | $1,506,017  |
| 18 avril 2011              | Atlanta             | États-Unis         | Gwinnett Center                   | 10,864 / 10,864   | $1,173,392  |
| 19 avril 2011              | Nashville           | États-Unis         | Bridgestone Arena                 | 14,925 / 14,925   | $1,485,607  |
| 22 avril 2011              | Newark              | États-Unis         | Prudential Center                 | 14,809 / 14,809   | $1,500,885  |
| 23 avril 2011              | Uniondale           | États-Unis         | Nassau Veterans Memorial Coliseum | 13,195 / 13,195   | $1,393,404  |
| 25 avril 2011              | Montréal            | Canada             | Centre Bell                       | 16,417 / 16,417   | $1,765,492  |
| 27 avril 2011              | Cleveland           | États-Unis         | Quicken Loans Arena               | 14,857 / 14,857   | $1,499,897  |
| 3 mai 2011                 | Guadalajara         | Mexique            | Stade 3 de marzo                  | 29,047 / 29,047   | $2,559,232  |
| 5 mai 2011                 | Mexico              | Mexique            | Foro Sol                          | 111,060 / 111,060 | $6,699,708  |
| 6 mai 2011                 | Mexico              | Mexique            | Foro Sol                          | 111,060 / 111,060 | $6,699,708  |

## Diffusion du concert
L'enregistrement du concert se fit au Madison Square Garden de New York le 21 et 22 février 2011. Quelque temps plus tard la chaine américaine privée HBO annonce la diffusion du show et de séquences inédites en coulisses sous forme d'un documentaire du nom de  Lady Gaga presents The Monster Ball Tour at Madison Square Garden . La réalisation de ce documentaire fut confiée à Laurieann Gibson, chorégraphe et amie de Lady Gaga et il fut finalement diffusé le 7 mai 2011 en Amérique du Nord, soit le lendemain de la fin de la tournée. Par la suite plusieurs autres chaines rachetèrent les droits du show pour le diffuser dans le monde entier.
La Belgique fut le premier pays européen à diffuser le concert seulement 5 jours après sa diffusion sur HBO et ce sur la chaine privée Be TV, la diffusion bénéficia d'une grande campagne publicitaire à travers tout le pays.
En France, la première diffusion de ce concert s'est faite sur NRJ Hits le 18 mai 2011 à 21h.
Il a été diffusé le 23 mai 2011 sur NRJ 12, à l'occasion de la sortie du nouvel album de Lady Gaga, Born This Way.
Et à l'occasion de la Fête de la musique, NRJ 12 a rediffusé le concert une nouvelle fois le 22 juin 2011.
Un DVD du show est mis en vente le 21 novembre 2011, c'est le même que celui enregistré par HBO.